# ووشت-فیشبک
ووشت-فیشبک (به آلمانی: Wust-Fischbeck) یک شهر در آلمان است که در شتندال واقع شده‌است. ووشت-فیشبک ۱٬۵۲۵ نفر جمعیت دارد.